# USS Huntington (CL-107)
El USS Huntington (CL-107) fue un crucero ligero de la clase Fargo activo en la Armada de los Estados Unidos de 1946 a 1949.

## Construcción y características
Fue construido en el astillero New York Shipbuilding Corporation de Camden, Nueva Jersey; fue botado en 1945 y entró en servicio en 1946. Fue la segunda nave en llevar el nombre de Huntington, Virginia Occidental.

### Características
Crucero de 10 000 t de desplazamiento, 186 m de eslora, 20 m de manga y 7 m de calado; propulsión de 4× turbinas de vapor con 100 000 shp (velocidad 32,5 nudos); armado de 6× cañones de 152 mm, 12× cañones de 127 mm, 28× cañones de 40 mm y 10× cañones de 20 mm.

## Historia de servicio
El USS Huntington realizó despliegues al mar Mediterráneo con la 6.ª Flota en 1946, 1947 y 1948.

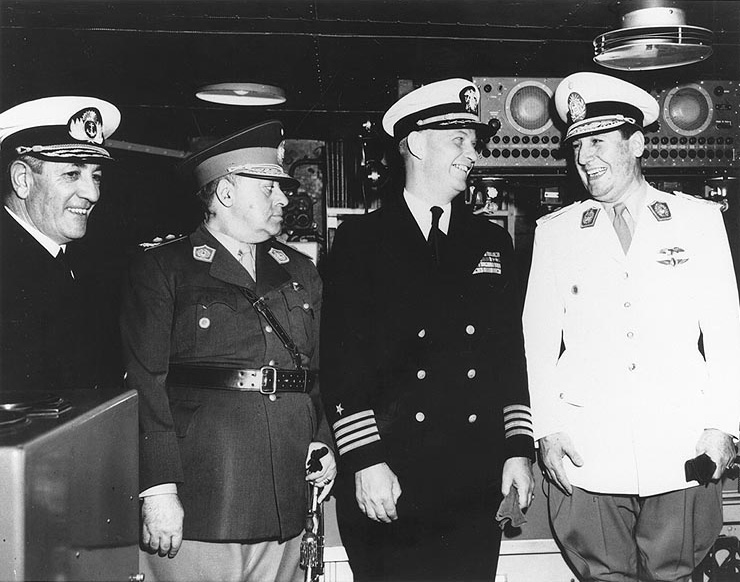
De izq. a der.: García, Sosa Molina, Burke y Perón

En 1949 visitó Argentina y Uruguay recibiendo a bordo al presidente Juan Domingo Perón y a los ministros de Ejército y Marina Humberto Sosa Molina y Enrique B. García en Argentina; y al presidente Luis Batlle Berres en Uruguay.
El buque causó baja en 1949 permaneciendo en reserva hasta 1961; fue retirado y desguazado en 1962.